# آلاتهور
الاتور (به انگلیسی: Alathur) یک منطقهٔ مسکونی در هند است که در کرالا واقع شده‌است.